# Jejka
Jejka (rusky Ейка) je řeka v Evenském rajónu v Krasnojarském kraji, přičemž na horním toku tvoří jeho hranici s Irkutskou oblastí v Rusku. Je dlouhá 400 km. Povodí řeky je 18 900 km².

## Průběh toku
Protéká Středosibiřskou vysočinou a její tok je velmi členitý. Ústí zprava do Dolní Tunguzky (povodí Jeniseje).

### Přítoky
- zprava – Tanga, Juneken, Pirda
- zleva – Munkamba

## Vodní režim
Zdrojem vody jsou převážně sněhové srážky.